# Cuarto del Príncipe
Cuarto del Príncipe, en la Monarquía Hispánica, fue la denominación de la parte de la corte constituida en torno al príncipe heredero (que lleva el título de Príncipe de Asturias).
Fue particularmente importante en el siglo XVIII, con la llegada de la Casa de Borbón, durante los reinados de Felipe V, Carlos III y Carlos IV. La "camarilla" que rodeaba a los príncipes realizaba intrigas políticas, constituyéndose como un verdadero "partido" o facción nobiliaria.
Durante los reinados de Fernando VI, Fernando VII y Alfonso XII no hubo (por no existir príncipe); durante el de Isabel II de España, no llegó a ser decisivo, dada la corta edad del futuro Alfonso XII (10 años) cuando la familia real salió al exilio.

## Conspiraciones del Cuarto del Príncipe
- Conspiración del marqués de Tabuérniga (1730, cuarto del Príncipe Fernando, futuro Fernando VI).
- Conspiración de 1776 (annus horribilis para el rey Carlos III; además de problemas con Luis de Borbón, se produjo una conspiración en el cuarto del Príncipe Carlos, futuro Carlos IV, instigado por la princesa María Luisa de Parma y el Conde de Aranda)[2]
- Conspiración de 1781 (mismos protagonistas).[3][4]
- Complot de El Escorial (1808, cuarto del Príncipe Fernando, futuro Fernando VII, contra Godoy).
- Motín de Aranjuez (1808, mismos protagonistas).

## Espacios arquitectónicos
No debe confundirse con los espacios arquitectónicos:
- Cuarto del Príncipe (Alcázar de Madrid)
- Cuarto del Príncipe en el Alcázar de Sevilla (Palacio del Rey Don Pedro)
- Gabinete del óvalo o Cuarto de los Príncipes del monasterio de El Escorial[5]
- Casita del Príncipe (página de desambiguación)